# Stal Mielec (hokej na lodzie)
Stal Mielec – sekcja hokeja na lodzie klubu sportowego Stal Mielec. Sekcja została rozwiązana.
W latach 50. drużyna brała udział w rozgrywkach ligi okręgowej rzeszowskiej. Stal uczestniczyła w sezonach 1951/1952, 1956/1957. W sezonie 1957/1958 Stal była zapowiadana jako uczestnik rozgrywek, lecz nie przystąpiła do rywalizacji. Przed 1960 drużyna hokejowa Stali przerwała działalność.